# Swing You Sinners!
Pour plus de détails, voir Fiche technique et Distribution.
Swing You Sinners! (en français : « Balancez-vous, pécheurs ! ») est un court métrage d'animation de 1930, réalisé par les Fleischer Studios dans le cadre de la série Talkartoons. Le dessin animé se distingue par son contenu surréaliste, sombre et abstrait.

## Scénario
Bimbo est pris en train d'essayer de voler un poulet. Après plusieurs essais, il attrape accidentellement un policier par la main. Alors qu'il essaie de s'éloigner comme si de rien n'était, le poulet, tout comme le policier.
Finalement, la poule et ses poussins s'enfuient, tandis que Bimbo entre dans un cimetière. À sa grande peur, il découvre que l'endroit est hanté, avec une foule de fantômes et d'autres êtres surnaturels qui lui disent qu'il sera puni pour son péché, même s'il implore la miséricorde et l'assurance qu'il a fait des efforts pour devenir un meilleure personne. Tout au long du reste du film, Bimbo est réprimandé et poursuivi par eux jusqu'à ce qu'il entre dans une grande grotte, sur quoi les monstres chantent la disparition de Bimbo, et un énorme crâne le dévore, mettant fin au dessin animé.

## Réalisation
Le dessin animé est sorti le 24 septembre 1930 dans la série Talkartoons,. L'animation est réalisée par Ted Sears et Willard Bowsky. George Cannata, Shamus Culhane, Al Eugster, William Henning, Seymour Kneitel et Grim Natwick travaillent également sur le projet mais ne sont pas crédités.
Le dessin animé a été animé par une toute nouvelle équipe qui n'avait jamais travaillé dans l'animation auparavant, car le studio a dû remplacer certains animateurs qui ont démissionné. L'animateur Shamus Culhane déclare dans ses mémoires que bien qu'il ait créé et animé ce qui pourrait être interprété comme une caricature raciste d'« un Juif avec une barbe noire, un nez énorme et un chapeau melon », l'atmosphère du studio et son équipe ethnique mixte rendent la représentation tout à fait acceptable pour les personnes juives du studio. La caricature en question fait référence au comédien juif américain Monroe Silver.

## Accueil
Motion Picture News écrit le 11 octobre 1930 : 

« Le style de dessin animé intelligent de Max Fleischer se montre à nouveau dans ce Talkartoon. Un chœur hors scène chante les paroles au rythme de l'action et le résultat est généralement déroutant. Le héros de bande dessinée est cette fois emmené dans un cimetière avec les résultats absurdes que vous imaginez bien. Ça vaut le coup ».

## Musique
La bande originale a été composée par W. Franke Harling, avec des paroles de Sam Coslow. La chanson titre est inspirée de la chanson Sing, You Sinners (song) (en), dont une partie est jouée pendant les titres du dessin animé.

## Postérité
John Kricfalusi le nomme comme l'un de ses dessins animés préférés et le diffuse lors d'une rétrospective de ses courts métrages d'animation préférés. Il le compare également à The Skeleton Dance de Walt Disney (qui se déroulait aussi dans un cimetière) et estime que Swing You Sinners est meilleur,.
En 2012, le magazine Cracked publie un article au sujet des « dessins animés pour enfants plus sombres que la plupart des films d'horreur », classé Swing You Sinners est classé en première place.
En 2014, le groupe de musique indépendant basé à Los Angeles Caught A Ghost (en) sort un clip vidéo pour leur morceau Time Go qui consiste entièrement en des images de "Swing You Sinners".
Le groupe de rock alternatif serbe Brigand nomme son premier album Zaplešimo Grešnici (littéralement « balancez-vous pécheurs » en serbe) d'après le dessin animé.
Les développeurs de jeux vidéo Chad et Jared Moldenhauer s'inspirent de l'atmosphère de plusieurs dessins animés de Fleischer, dont Swing You Sinners, pour leur jeu Cuphead. Chad Moldenhauer appelle notamment Fleischer Studios "le nord magnétique de son style artistique" et Kill Screen cite le film en particulier. Des références explicites au film sont aussi faites dans le jeu.